# ديل دارلينغ
ديل دارلينغ (بالإنجليزية: Dell Darling)‏ هو لاعب كرة قاعدة أمريكي، ولد في 21 ديسمبر 1861 في إيري في الولايات المتحدة، وتوفي بنفس المكان في 20 نوفمبر 1904.

## وصلات خارجية
- ديل دارلينغ على موقعبيزبول رفرنس.كوم (الدوري الرئيسي) (الإنجليزية)
- ديل دارلينغ على موقعبيزبول رفرنس.كوم (الدوري الثانوي) (الإنجليزية)
- ديل دارلينغ على موقع جمعية أبحاث البيسبول الأمريكية (الإنجليزية)